# Juanelo Turriano
Juanelo Turriano ou Giovanni Torriani ou encore Gionello della Torre, né à Crémone, alors dans le duché de Milan, vers 1500 et mort à Tolède en Espagne le 13 juin 1585,  est un horloger, ingénieur et constructeur d’automates hispano-milanais renommé de son temps.
Il est notamment l'inventeur d'un système hydraulique d'approvisionnement en eau pour la ville de Tolède.

## Biographie et réalisations

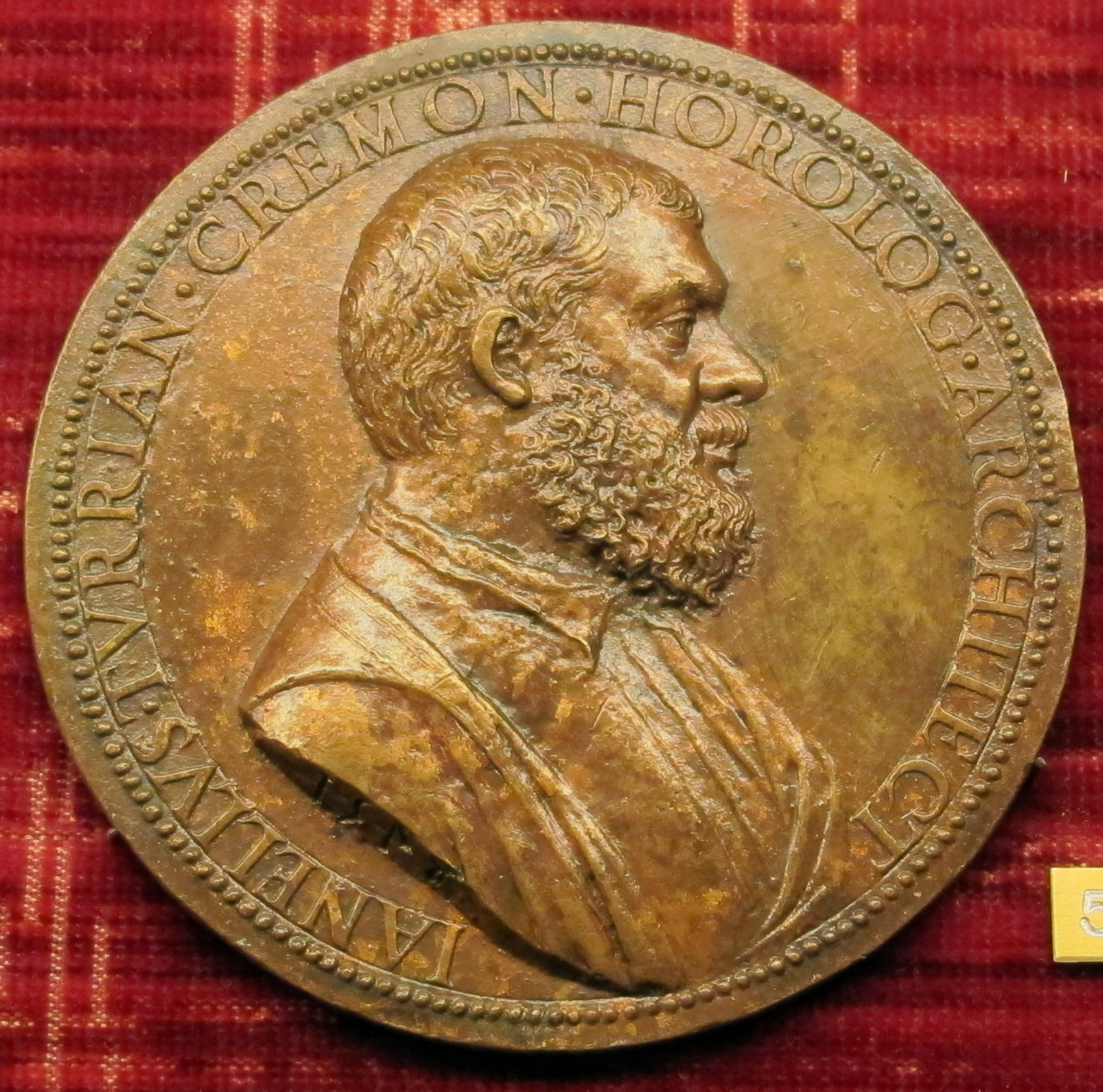
Médaille à l'effigie de Gianello della Torre, par Jacopo da Trezzo, 1548

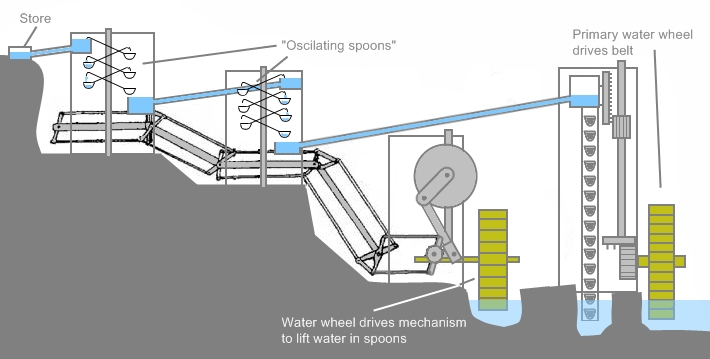
Schéma de l'Artificio de Juanelo.

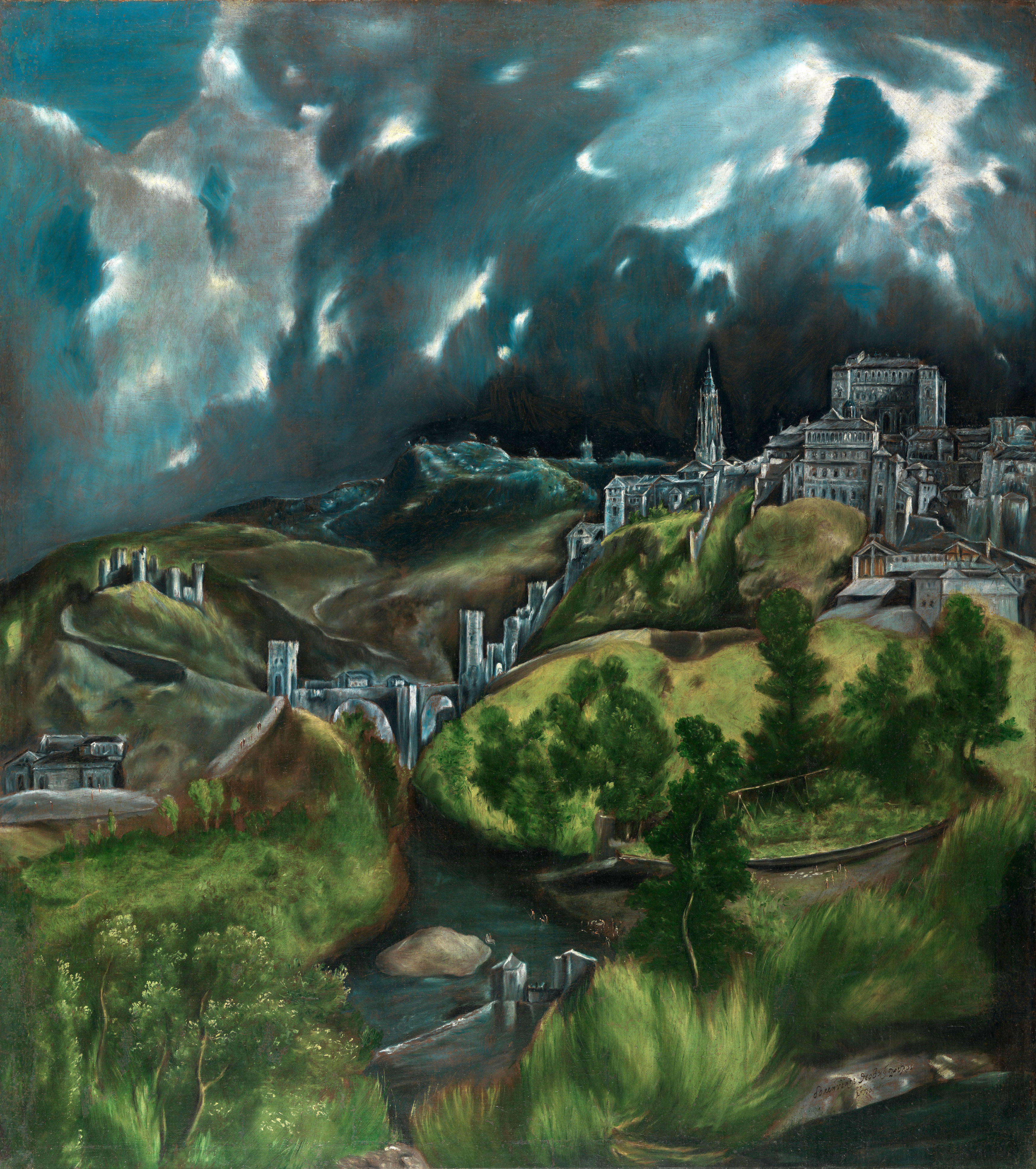
Vue de Tolède par El Greco, avec l'Artificio à l’horizon.

### L'horloge astronomiqueCristalino
Maître horloger, Juanelo Turriano est appelé par Charles Quint qui cherche en fait un horloger capable de réparer à Padoue le fameux astrarium,  l'horloge astronomique de Giovanni Dondi dall'Orologio. Il suit l'empereur  en Espagne en 1529 et est nommé horloger de cour ; il construit pour ce roi la célèbre horloge astronomique Cristalino, comportant près de 2000 roues dentées, et réputée en son temps parce qu'elle indiquait en tout temps la position des planètes ; elle pouvait ainsi servir aux interprétations  astrologiques.
Philippe II le nomme Matemático Mayor. Réclamé par le pape Grégoire XIII, Turriano participe à la réforme du calendrier. Retourné en Espagne, Juan de Herrera le charge de la conception des cloches du  monastère de l'Escurial.

### Lemoine mécanique
Turriano est considéré comme le créateur du moine mécanique, un automate qui représente le moine Diego d'Alcalá, réalisé dans les années 1560s sur une commande de Philippe II,. L'histoire veut que la commande fut passée après la guérison miraculeuse de son fils Don Carlos d'Espagne qui avait fait une mauvaise chute en 1562. Le modèle est capable d'accomplir un certain nombre d'actions, et notamment de se battre la proitrine pendant la récitation de la prière du confiteor. L'automate est toujours fonctionnel et peut être vu à la  Smithsonian Institution.

### Artificio de Juanelo
L'artificio de Juanelo (en) est une machine hydraulique construite pour lever l'eau à Tolède à partir de la rivière Tage, jusqu'à l' Alcazar, situé à près de 100 mètres au-dessus du lit de la rivière. Basé sur l'utilisation de l'énergie hydraulique de la rivière du Tage, elle se composait de nombreuses « cuillères » ou « bras de bois », groupées de manière à faire passer l'eau d'un réservoir au suivant, situé plus haut. Ce mécanisme, était capable de transporter environ 16 mille litres d'eau par jour. 
Une grande roue à eau alimente une chaîne des seaux pour le transport de l'eau en haut d'une tour. Quand un seau atteint le sommet de la tour, il déverse de l'eau dans un petit réservoir à partir duquel elle descend par un tuyau. Une deuxième roue à eau fournit la puissance mécanique à une pompe qui, par une série de coupelles montées sur des bras à l'intérieur du deuxième tour, déverse à son tour l'eau dans un tuyau.  Un mécanisme complexe transmettait l’énergie par un mouvement alternant. Dans une dernière tourelle l’eau est levée à une hauteur suffisante pour se déverser dans les réservoirs de l'Alcazar. Ce principe de construction est décrit et proposé par Ladislao Reti (1901–1973), basé sur des descriptions fragmentaires de contemporains. De fait, deux variantes ont été construites, une première opérationnelle en 1568 en principe financée par la ville mais qui finalement a refusé de payer, une deuxième par Philippe II, achevée en 1565. La deuxième est restée en fonctionnement jusqu'en 1639.
Turriano est contemporain d'un autre scientifique et inventeur célèbre, Blasco de Garay, qui résida également à Tolède et était au service de l’empereur.
D'autres constructions lui sont attribuées, comme un homme de bois Hombre de palo (es) dont le souvenir persiste dans une « Calle del Hombre de Palo » Calle del Hombre de palo à Tolède.
Il a aussi il a inventé une sorte de mitrailleuse et des machines volantes rudimentaires.
À la fin de la vie de Charles Quint, Turriano aménage la demeure pour le roi au monastère de Yuste. Un des étangs construits par Turriano provoque une accumulation d'eau stagnante ; le roi tombe malade, et sa mort survient après un mois fièvre de paludisme.

## Manuscrits
Juanelo Turriano est considéré comme l'auteur d'un ouvrage intitulé Veintiún Libros de los Ingenios y Máquinas, soit
Vingt-et-un livres sur les constructions et les machines, ouvrage publié dans son intégralité par la Fundación Juanelo. Il a aussi écrit d'autres livres et des traités, dont certains ont été publiés, mais bien plus tard.
- Juanelo Turriano, Breve discurso a su majestad el Rey Catolico en torno a la reduccion del ano de reforma del calendario : con la explicacion de los instrumentos inventados para ensenar su suo en la practica, Madrid, Fundacion Juanelo Turriano : Castalia, 1990 Avec une introduction de Jose A. Garcia-Diego et une analyse du texte par Jose Maria Gonzales Aboin, ainsi que le manuscrit non publié, dans sa langue originale et la traduction en espagnol
- (en) Juanelo Turriano et Alexander Keller (éditeur scientifique), The twenty-one books of engineering and machines of Juanelo Turriano : a translation of the manuscript in the Biblioteca nacional, Madrid [« Los veintiun libros de los ingenios y maquinas de Juanelo Turriano : transcripcion del manuscrito »], Madrid, Fundacion Juanelo Turriano : Doce calles, 1996-1998 Avec un prologue de Pedro Lain Entralgo et des observations de Jose Antonio Garcia Diego